# Anatoli Torkounov
 (juin 2025).
Si vous disposez d'ouvrages ou d'articles de référence ou si vous connaissez des sites web de qualité traitant du thème abordé ici, merci de compléter l'article en donnant les références utiles à sa vérifiabilité et en les liant à la section « Notes et références ».
 (mai 2020).
Anatoli Vassilievitch Torkounov (en russe : Анато́лий Васи́льевич Торкуно́в), né le 26 août 1950 à Moscou, est un diplomate, historien, spécialiste en études coréennes et sciences politiques russe,,. 
Recteur du MGIMO (depuis 1992), docteur en sciences historiques, docteur en sciences politiques, professeur, membre du Présidium de l'Académie des sciences de Russie (secrétaire-académicien adjoint du Département des problèmes mondiaux et des relations internationales), il est président de la Chambre publique de la région de Moscou depuis 2017.

## Biographie
En 1967, il entame ses études à la faculté des relations internationales du MGIMO et est un condisciple du ministre russe des Affaires étrangères Sergueï Lavrov. En 1971-1972, il fait partie du service diplomatique en Corée du Nord.
Après avoir obtenu en 1972 son diplôme de la faculté des relations internationales du MGIMO, il démarre son doctorat au département d'histoire et de culture des pays d'Asie et d'Afrique. En 1974, il est nommé recteur adjoint, tout en continuant d'enseigner. En 1975, il termine ses études doctorales et, en 1977, soutient une thèse de doctorat en sciences historiques Apparition et développement du régime bureaucratique militaire en Corée du Sud (1961-1976). En 1979, il reçoit le titre de professeur adjoint.
De 1977 à 1983, il est maître de conférences, professeur adjoint au département d'histoire et de culture de l'Asie et de l'Afrique, doyen responsable des étudiants étrangers et vice-recteur aux relations internationales.
Pendant la période 1983-1986, il est au service diplomatique : deuxième, premier secrétaire de l'Ambassade de l'URSS aux États-Unis à Washington.
En 1986, il est élu doyen de la faculté des relations internationales et, en mai 1989, premier vice-recteur du MGIMO.
Il reçoit en 1991 le titre académique de professeur. En octobre 1992, il est élu recteur du MGIMO. Il a été réélu en 1997, 2002, 2007, 2012 et 2017.
En 1993, il est élevé au rang diplomatique d'ambassadeur extraordinaire et plénipotentiaire. Il écrit en 1995 une thèse de doctorat en sciences politiques intitulée Les enjeux de sécurité de la Péninsule coréenne : les aspects politiques internationaux et intercoréens.
Depuis 1997, il est membre du Collège du ministère des Affaires étrangères de la fédération de Russie.
Il est président de l'Association russe pour les études internationales (RAMI) depuis 1999
Le 22 mai 2003 il a été élu membre correspondant de l'Académie des sciences de Russie dans le Département des sciences sociales, le 29 mai 2008 il est devenu académicien de l'Académie des sciences de Russie.
En 2006, il a été nommé membre du Bureau du Conseil auprès du résident de la fédération de Russie pour la science, la technologie et l'éducation.
Anatoli Torkounov parle anglais, coréen et français.
Il est marié, a une fille et deux petits-enfants.

## Distinctions
Anatoli Torkounov a reçu des décorations nationales de la Russie, de la France, de la Pologne, de la république de Corée, de la Mongolie, de la Bulgarie, du Vietnam, du Kazakhstan, du Kirghizistan et du Japon :
- Ordre d'Alexandre Nevski – pour une grande contribution à la mise en œuvre de politique étrangère de la fédération de Russie, les mérites dans les activités scientifiques et pédagogiques, la formation de spécialistes hautement qualifiés et de nombreuses années de travail exemplaire ;
- Ordre du Mérite pour la Patrie : 2e classe (26 août 2020) - pour les réalisations dans les activités scientifiques et pédagogiques, la formation de spécialistes qualifiés et de nombreuses années de travail consciencieux ; 3e classe (14 mai 2010) – pour une contribution exceptionnelle à la mise en œuvre de la politique étrangère de la fédération de Russie 4e classe et de nombreuses années de travail diligent, les mérites dans la recherche et l'enseignement et la formation de personnel hautement qualifié ;  (26 août 2000) – pour une contribution exceptionnelle à la formation de spécialistes hautement qualifiés et de nombreuses années de travail exemplaire ;
- Ordre de l'Honneur (21 octobre 2004) – pour les grands mérites dans la recherche et la formation de spécialistes hautement qualifiés ;
- Ordre de l'Amitié (6 octobre 1997) – pour les contributions exceptionnelles au renforcement de l'économie, au développement social et dans le cadre du 850e anniversaire de la fondation de Moscou ;
- Le Prix de l'Association des études internationales : Spécialiste éminent des relations internationales, des études régionales et de la diplomatie ;
- Ordre national de la Légion d'honneur (France, 8 septembre 2011) ;
- Officier de l'Ordre des Palmes académiques (France, 2005) ;
- Ordre de l'Étoile d'Italie grade Officier (Italie, 2020)[4]
- Ordre du Mérite de la République de Pologne (Commandeur avec étoile, 4 octobre 2010) ;
- Ordre du Mérite hongrois ;
- Ordre de l'Honneur (Arménie, 23 octobre 2015) ;
- Ordre de l'Amitié Ie classe (2019) et IIe classe (Kazakhstan, 2006) ;
- Ordre du Soleil levant (Japon, 2021);
- Ordre du mérite du service diplomatique (la République de Corée, 2000);
- Ordre de l'Amitié (Vietnam, 2014);
- Ordre de l'étoile polaire (Mongolie, 2021)

## Publications et recherches
Anatoli Torkounov est l'auteur de plus de 150 articles de recherche, dont 9 monographies individuelles. Plusieurs d'entre elles ont été publiées aux États-Unis, en Chine, en Corée du Sud, au Japon et dans d'autres pays. Parmi elles, Mystérieuse Guerre : guerre de Corée de 1950-1953 (Moscou, 2000 ; publiée en russe, coréen et japonais), La Guerre de Corée : ses origines, l'effusion de sang et la conclusion (Tokyo, 2001). Ses ouvrages ont apporté une importante contribution à l'analyse historique et aux études coréennes, à la recherche des relations internationales dans la région Asie-Pacifique dans les années 1950 et plus tard. Dans ses travaux, le professeur Torkounov a développé de nouvelles approches conceptuelles au règlement du conflit de la péninsule coréenne.
Il est l'un des auteurs, éditeurs et chefs de projet d'une monographie collective « Relations russo-coréennes. Histoire parallèle » (publié en 2022 en coréen et en russe).
Anatoli Torkounov est co-auteur et éditeur de monographies, consacrées aux questions théoriques et méthodologiques des études internationales (Relations internationales contemporaines — 1998, 1999, 2000, 2004, 2012, en russe ; Histoire des relations internationales (en 3 vols.) — 2012, en russe ; Politique étrangère de la Russie  —  2000, 2013, en russe ; La Chine dans la politique mondiale  — 2001, en russe, etc.), co-auteur et éditeur du premier manuel russe sur le service diplomatique (Moscou, 2002) et du deuxième volume de L'Histoire du MAE russe (Moscou, 2002). Il préside également un projet de recherche international « Lectures Gortchakov » qui se focalise sur les études de l'histoire et des pratiques diplomatiques. Il est co-éditeur de deux volumes de Histoire des relations internationales et de la politique étrangère russe au XXe siècle publié par Cambridge Scholars Publishing en 2020.
Il est membre des comités de rédaction de plusieurs revues académiques russes et internationales et participe à plusieurs projets de recherche internationaux.